# Eglaine (stacja kolejowa)
Eglaine (ros. Эглайне) – stacja kolejowa w miejscowości Eglaine, w gminie Iłukszta, na Łotwie. Jest to łotewska stacja graniczna na granicy z Litwą. Stacją graniczną po stronie litewskiej są Rakiszki.
Stacja istniała przed II wojną światową.